# Herb Przytyka

Herb gminy Przytyk w latach 1993-2013

Herb Przytyka – jeden z symboli miasta i gminy Przytyk.

## Wygląd i symbolika
Herb przedstawia na tarczy w polu czerwonym zamek (kasztel) srebrny o trzech wieżach (basztach) zwieńczonych stożkowymi dachami czarnymi, flankujące wieże łączy mur z portalem w kształcie krokwi i otworem bramnym bez podwoi, a w nim tarcza srebrna godło z herbu Janina. Kasztel srebrny miał symbolizować fakt, że Przytyk był w przeszłości miastem prywatnym. Godło herbu Janina pochodzi prawdopodobnie od rodziny Podlodowskich, właścicieli Przytyka.

## Historia
Herb został ustanowiony przez Radę Gminy 30 grudnia 2013 r.
W latach 1993–2013 gmina posługiwała się herbem o nieco odmiennym rysunku.
W przeciwieństwie do starego herbu, obecnie używany jest oparty na jedynej zachowanej pieczęci miejskiej Przytyka z XVI wieku. Przytyk posiadał prawa miejskie w latach 1333-1869. Kwerendę heraldyczno-historyczną dla nowego projektu herbu wykonał Włodzimierz Chorązki.